# Spring (seizoen 1)
Het eerste seizoen van de Vlaamse jongerensoap Spring werd uitgezonden in 2002-2003.
Vervolg: seizoen 2

## Rolverdeling
- Zohra Aït-Fath - Maggy Lejeune
- Jelle Cleymans - Evert Van Bellum
- Anneleen Liégeois - Katrijn Van Asten
- Cara Van der Auwera - Chantal Goegebuer
- Damian Corlazzoli - Xavier Lejeune
- Steven Bossuyt - Pieter Van Asten
- Sofie Van Moll - Evi De Bie
- Koen Burssens - Thomas Desmyter
- Lothar Grob - Jonas Verduyn
- Tim Van Hoecke - Arne Nuydens
- Herman Boets - Roger Van Asten
- Annemarie Picard - Arlette Grauwels
- Mieke Bouve - Marie-France Van Mechelen
- Ben Van Ostade - Christian Goegebuer
- Peter Thyssen - Claude Jespers

## Plot
- Spring is de dansschool van Maggy Lejeune; ze geeft les aan een tiental meisjes waaronder Katrijn Van Asten en nieuwkomer Chantal Goegebuer en Evi De Bie. Zij doen mee aan een danswedstrijd waarbij de vraag is wie de solo zal dansen; Katrijn heeft namelijk een gevaarlijke concurrente aan Chantal.

- Spring is ook de naam van het muziekgroepje dat op de dansschool oefent. De vier oorspronkelijke bandleden zijn Evert Van Bellum (gitaar), Pieter Van Asten (basgitaar), Thomas Desmyter (drum) en Xavier Lejeune (keyboard), de jongere broer van Maggy. Xavier laat het vaak afweten bij repetities wegens te veel sharken en wordt op aandringen van Evert uit de groep gegooid. Xavier wordt vervangen door Everts neef Jonas, die in zijn vrije tijd ook nog eens een succesvol dj is.

- Alles gaat goed tot Katrijn haar "dreamboy", Arne, leert kennen. Zij beginnen een relatie waardoor Evert, die heimelijk verliefd is op Katrijn, ontzettend jaloers wordt. Arne blijkt een drugsdealer te zijn met een slecht karakter en al gauw verkoopt hij pillen aan Jonas, die zo zijn drukke dagen denkt te kunnen rondkomen.

- En alsof dat nog niet genoeg is, wordt Jonas ook bijna de aanleiding voor het einde van de band Spring. Hij begint namelijk een relatie met Evi, die daarvoor nog samen was met Thomas. Thomas kan dit niet verkroppen en stapt uit de groep omdat "de keyboardspeler niet met zijn poten van mijn lief kan blijven". Uiteindelijk komt alles toch goed: Arne mag nooit meer in Spring komen, Thomas komt terug en de band krijgt een platencontract én de meisjes winnen de danswedstrijd door een solo van Katrijn én Chantal.